# アルピナ・B5

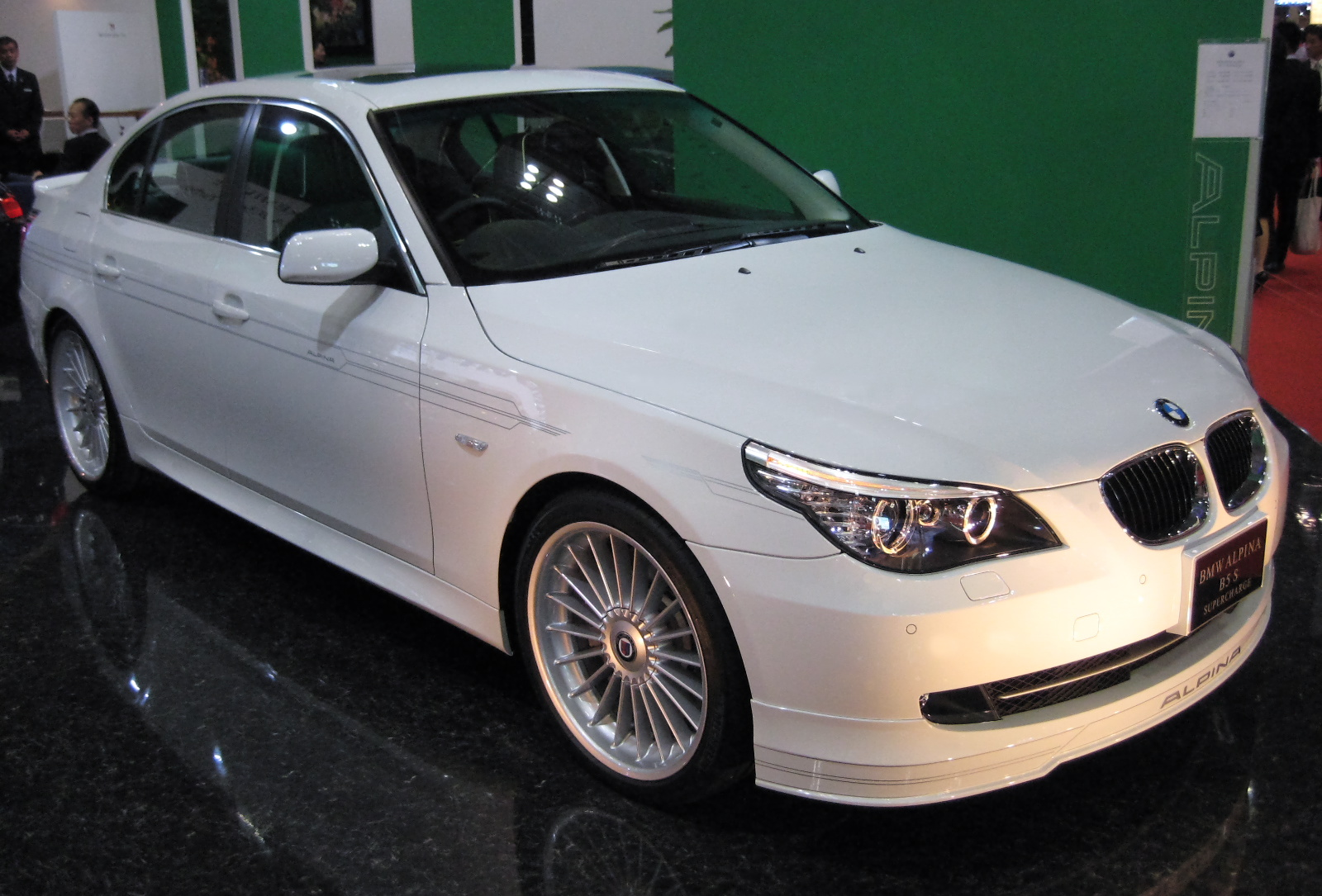
2007年式アルピナB5(E60)

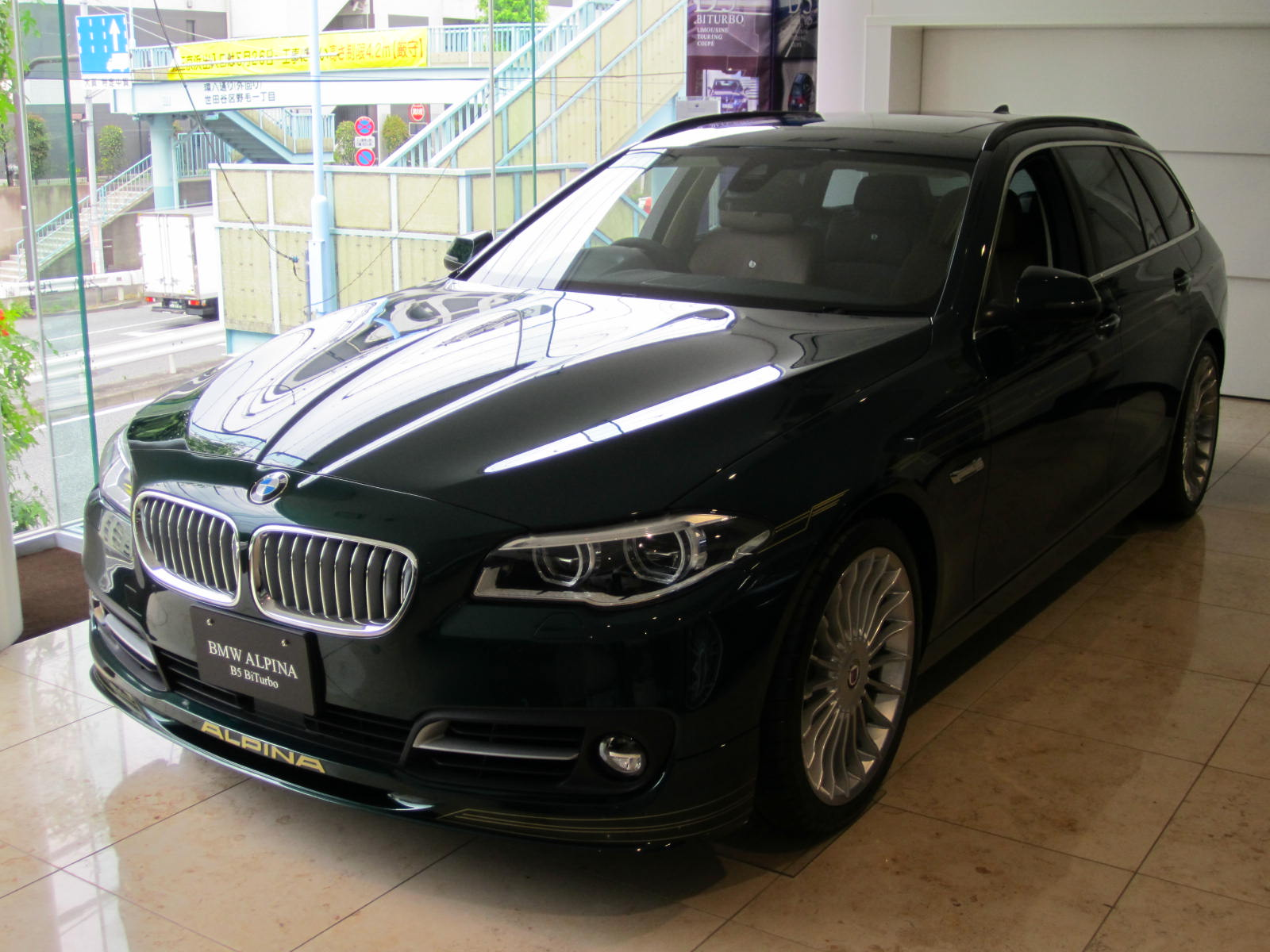
2013年式アルピナB5ツーリング(F10LCI後)

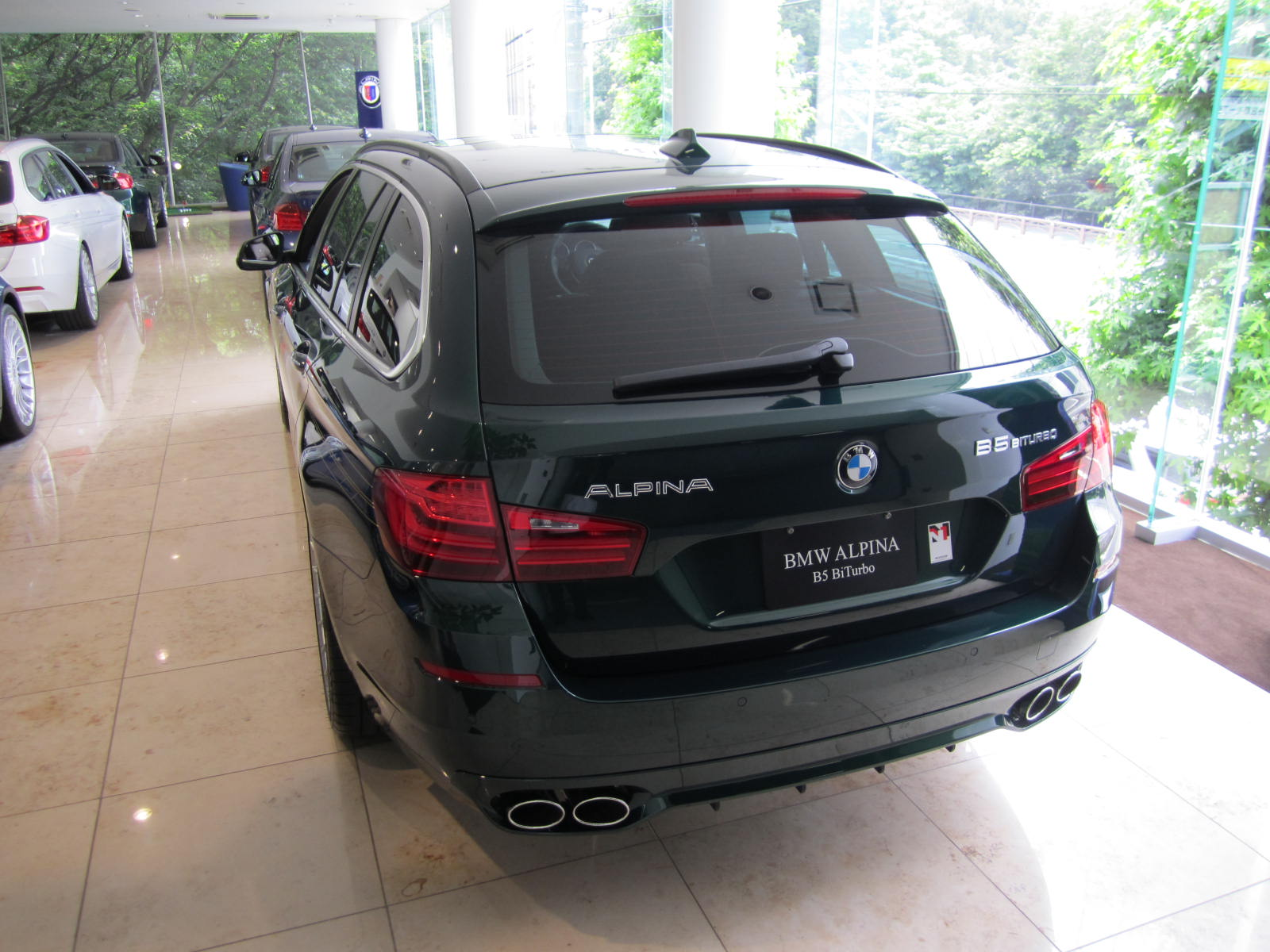
2013年式アルピナB5ツーリングリア(F10LCI後)

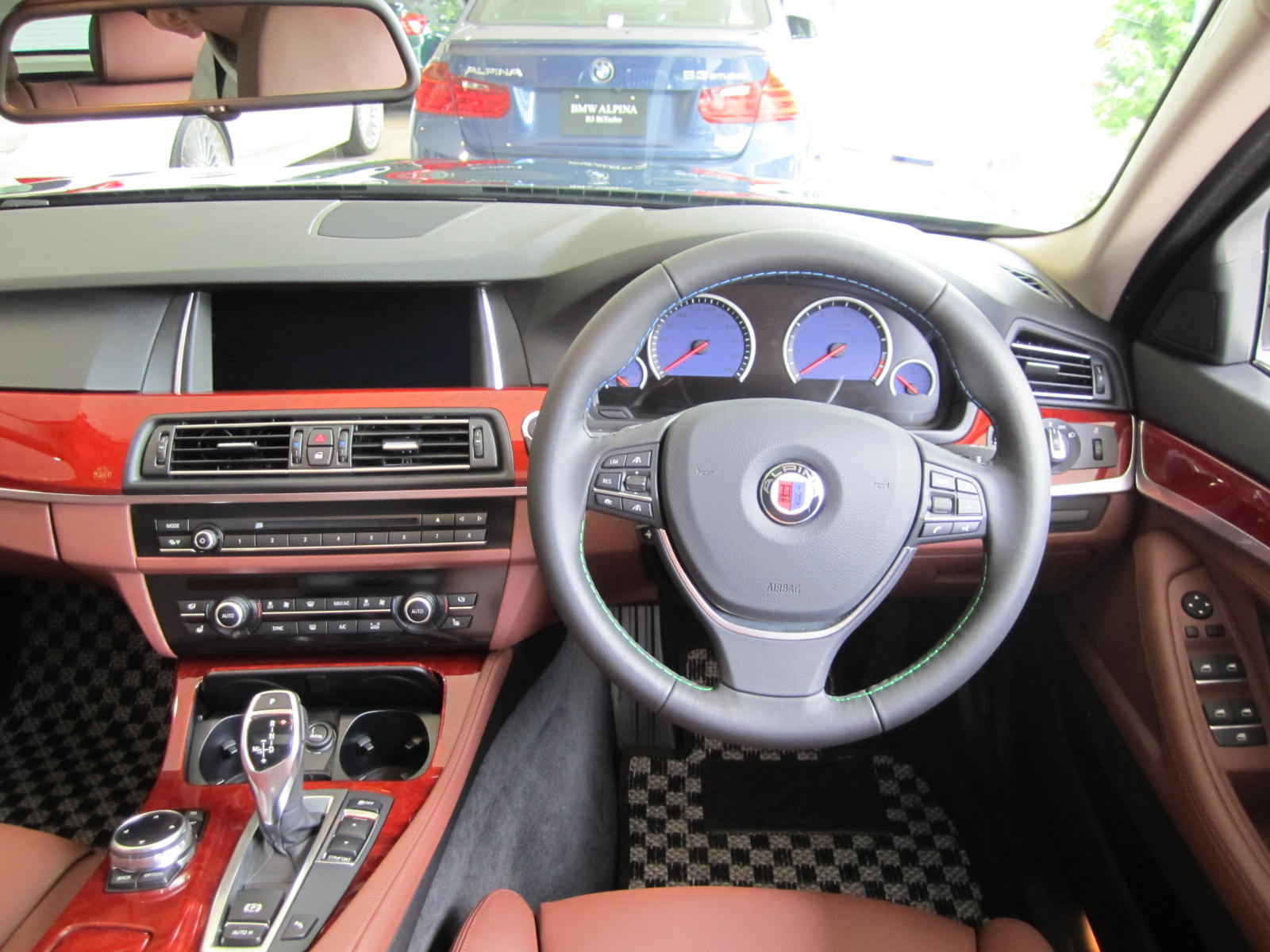
2013年式アルピナB5ツーリング内装(F10LCI後)

アルピナ・B5（ビーファイブ）は、ドイツの自動車メーカーアルピナが製造するセダンまたはステーションワゴンタイプの高級車である。

## 概要
B5はBMW・5シリーズをベースとしたチューニングカーであり、B10の後継車種である。サイズではB3とB7の中間に位置している。ボディそのものは5シリーズと共通であり、BMWのエンブレムも付くが、パワートレインはチューニングされ、大きく「ALPINA」の文字が書かれたエアロパーツやボディ側面のデコラインが5シリーズとは別物であることを示している。

## 歴代モデル

### 初代 B5 Supercharge（2005年-2010年）
初代B5はBMW・5シリーズ（E60/E61）をベースとし、2005年のジュネーブショーで発表、同年から日本でも発売された。スーパーチャージャー付きのエンジンを搭載するため、モデル名の後ろに「Supercharge」が付く。当初はセダンの「B5 Supercharge」のみ導入された。
2006年1月、ステーションワゴンの「B5 Touring Supercharge」を追加。

#### 特徴・機構
- 日本での価格は1,598万円（B5 Supercharge）、1,677万円（B5 Touring Supercharge）。基本的には左ハンドル仕様のみで右ハンドルはメーカーオプション扱いとなる（+48万円）。
- トランスミッションはアルピナ独自のマニュアルモード（スイッチトロニック）付きのZF製6速ATであり、パドルシフトを装備する。
- ボディーカラーは、BMW純正色以外にもオプションでアルピナ独自のメタリックカラーが用意されている。
- 「B5 Touring Supercharge」はメルセデス・ベンツ・Eクラスの「E63 AMG ステーションワゴン」と並ぶ、世界最速のステーションワゴンである。

### 第2世代 B5 Biturbo （2010年-）
ベースモデルがF10/F11に移行したのに伴いフルモデルチェンジ。2010年にリムジン（セダン）が、2011年にツーリング（ワゴン）が発売された。
2012年2月にエンジンが改良され、最高出力が382kW（520馬力）から405kＷ（550馬力）に、最大トルクが715Nm（72.9kgm）から730Nm（74.4kgm）に向上した。
2015年2月にアルピナ50周年を記念した特別モデル「エディション50」が発売された。全世界で50台が限定生産され、最高出力が441kW（600馬力）、最大トルク800Nm（81.6kgm）に向上。専用装備として、アクラポビッチ製チタンマフラー＆カーボンテールフィニッシュ、ドレクスラー製LSD、専用鍛造20インチアルミホイール、専用メタルエンブレム（シート&キーホルダー）、専用ボーフェンジーペンサイン入りピアノブラックトリム、メリノレザー&レザーフィニッシュダッシュボード等が標準装備となり、オプションでブレンボ製ブレーキシステム（ディスク径395mm）ALPINAネーム入りブルー塗装やヘリテイジシートなどの専用オプションも用意される。

#### 特徴・機構
- 価格は1,495万円（B5 Bitrubo Limousine）。先代同様左ハンドルが標準装備で、右ハンドルは39万7,000円のオプション。
- ベースのエンジンが4.4L・V8ツインターボになったため、B5のエンジンもこれがベースになる。排気量はそのままで、圧縮比をオリジナルの10.0:1から9.2:1に下げる。最大出力とトルクはベースモデルと比較し、113馬力/115Nm（11.7kgm）向上した。
- トランスミッションはスイッチトロニック付のZF製8段AT。ギア比は1.000/6速を除き、最終減速比も含めてやや高速よりの設定に変更。
- 公表されている速度性能は、0-100km/h加速4.6秒、最高巡航速度307km/h。
- 都市郊外混合燃費は10.8L/100km（約9.2km/L）、CO2排出量は252g/km（イギリス仕様）。
- アルピナ伝統のアルピナブルー、アルピナグリーンの特注色を各55万円で用意。
- 2012年の改良により、0-100km/h加速は4.3秒、0-200km/hは12.9秒、最高巡航速度は323km/hに向上した。
- 2014年4月消費税8％の導入に伴い価格改定が行われ、車両本体価格は1,598万円（消費税8％込・B5 Biturbo Limousine）となった。
- 限定車「エディション50」は0-100km/h　4.2秒、0-200km/h　12.7秒、最高巡航速度は328km/hとなり、セダンとしては現時点で世界最速である。車両本体価格は1,828万円（消費税8%込・B5 BITURBO LIOUSINE EDITION50）。

#### D5
D5は直列6気筒の3Lターボディーゼルエンジン（アルピナ・N57エンジン）を搭載したもの。欧州ではD5 BITURBOとして売られており、車体はセダンとステーションワゴンの二種類。
|            | イギリス仕様車                   |
| ---------- | -------------------------------- |
| エンジン   | 直列6気筒ターボディーゼル（N57） |
| 排気量     | 2,993cc                          |
| 最大出力   | 257kw(350PS)/4,000rpm            |
| 最大トルク | 700Nm/1,500-3,000rpm             |
| 変速機     | ZF 8HP70 8速スイッチトロニック   |
| 0-100m     | 5.1秒                            |
| CO2排出量  | 155g/km                          |

日本には2012年7月に右ハンドルを標準仕様としてセダンが導入された。。モデル名はD5 Turbo Limousineである。
|            | 日本仕様車                              |
| ---------- | --------------------------------------- |
| エンジン   | 直列6気筒ターボディーゼル（N57）        |
| 排気量     | 2,979cc                                 |
| 最大出力   | 206kw(280馬力)                          |
| 最大トルク | 600Nm(61.2kgm)                          |
| 変速機     | ZF 8HP70 8速スィッチトロニック          |
| その他     | 右ハンドル標準装備                      |
| 価格       | 1,099万円(消費税8%込み2014年4月1日現在) |